# Psiloderces gawanaensis
Psiloderces gawanaensis es una especie de araña araneomorfa del género Psiloderces, familia Psilodercidae. Fue descrita científicamente por Li & Chang en 2020.
Habita en Luzón, Filipinas. El holotipo masculino mide 1,54 mm y el paratipo femenino 1,64 mm.